# Rajd Dakar 1988
Rajd Dakar 1988 (Rajd Paryż - Dakar 1988) – dziesiąta edycja pustynnego Rajdu Dakar, który odbył się na trasie Paryż - Algier - Dakar. Wystartowało 311 samochodów, 183 motocykli i 109 ciężarówek. W klasyfikacji samochodów tryumfował Juha Kankkunen, w klasyfikacji motocyklistów wygrał Edi Orioli, zaś wśród kierowców ciężarówek najlepszy okazał się Karel Loprais. Impreza była przyćmiona śmiercią 6 osób: 3 uczestników rajdu, matki i dziecka, którzy zginęli pod kołami samochodu, który wjechał w grupę widzów w Mauretanii podczas jednego z etapów, oraz malijskiej dziewczynki, która zginęła podczas wypadku samochodowego na skrzyżowaniu w Mali.
W rajdzie wzięły udział 4 polskie drużyny: dwie na samochodach Star 266R i dwie na samochodach Jelcz S442. Załogi na samochodach Star dojechały do mety, jednak nie zmieściły się w limicie czasowym i nie zostały sklasyfikowane. Byli to pierwsi Polacy na mecie tego wyścigu i jedyne polskie pojazdy które dojechały na metę. Załogom Jelcza nie udało się ukończyć wyścigu.